# 华平投资
华平投资（英語：Warburg Pincus）是总部位于美國纽约的私人股权投资公司。華平投資在美国、欧洲、巴西、中华人民共和国、东南亚和印度设有办事处。 投資策略上华平投资比較偏好成長投資。华平投资体量庞大，在全球管理逾810亿美元资产，投资于不同行业、不同发展阶段的超过250家企业。成立以来，华平投资通过私募股权、不动产和资本解决战略，已对全球逾1,000家企业累计投资超过1,160亿美元。

## 历史
成立於1966年。截至2023年10月，该公司管理的资产超过820亿美元，這些資金主要集中在零售、工业制造、能源、金融服務、醫療保健、信息技术（亚美亚、巴帝電信等企業 ）、大眾媒體和不動產等行业。 